# Боляре (Власотинце)
Боляре (серб. Бољаре) — населённый пункт в общине Власотинце Ябланичского округа Сербии.

## География
Расположен на правом берегу реки Власины, при автодороге .

## Климат
Климат характеризуется как умеренный морской с тёплым летом и равномерным увлажнением в течение года (Cfb в классификации климатов Кёппена). Среднегодовая температура воздуха составляет 11,3 °C. Средняя температура самого холодного месяца (января) составляет 0,3 °С, самого жаркого месяца (июля) — 20,9 °С. Расчётная многолетняя норма атмосферных осадков — 564 мм. Наибольшее количество осадков выпадает в мае (65 мм).

## Население
Согласно переписи населения 2002 года, в селе проживало 983 человека (973 серба, 7 цыган, 2 черногорца и 1 македонец).
| Численность населения | Численность населения | Численность населения | Численность населения | Численность населения | Численность населения | Численность населения | Численность населения |
| 1948                  | 1953                  | 1961                  | 1971                  | 1981                  | 1991                  | 2002                  | 2011                  |
| --------------------- | --------------------- | --------------------- | --------------------- | --------------------- | --------------------- | --------------------- | --------------------- |
| 640                   | 700                   | 714                   | 681                   | 740                   | 795                   | 983                   | 1004                  |

## Религия
Согласно церковно-административному делению Сербской православной церкви, село относится к Третьему власотиначскому приходу Власотиначского архиерейского наместничества Нишской епархии.